# Eulepidotis ornata
Eulepidotis ornata là một loài bướm đêm trong họ Erebidae.